# Mpg123
mpg123是Unix和Linux下的MPEG音效播放程式。

## 概要
mpg123能在Unix/Linux環境解析MPEG1.0/2.0/2.5中Layer 1、Layer 2、Layer 3規格的音效格式，多應用於播放MP3格式音樂檔案。
mpg123可於終端介面下以指令執行的方式播放MP3檔案，並能藉著內建指令的參數或啟用鍵盤操控介面來做到一般PC上音樂播放軟體常使用的功能，如音量增減、重複或隨機播放、上/下一曲切換、顯示檔案專輯資訊諸類。
一些PC上的MP3播放應用軟體也有使用到mpg123的函式庫來做為音效解碼撥放處理，如MPlayer、Linux上的XMMS、或在中文PC使用者裡廣為流傳的千千靜聽等等。
程式最早的雛型於1994由Michael Hipp撰寫的一個可播放MP2的音效程式，在1995加上了支援MP3的播放功能後正式成為日後的mpg123（Layer 1,2,3）。

## 相關項目
- mpg321

## 外部連結
- mpg123的官方網站（页面存档备份，存于）